# Сепманн, Хенно
Хе́нно Се́пманн (эст. Henno Sepmann, 12 февраля 1925, Тарту, Эстония — 24 сентября 1985, Москва — советский архитектор. Заслуженный архитектор ЭССР (1973).

## Биография
Хенно Сепманн родился 12 февраля 1925 в Тарту.
В конце Великой Отечественной войны, с 1944 по 1945 год учился в Таллинском строительно-механическом техникуме, окончил в 1946 году 7-ю Таллинскую среднюю школу, а в 1952 — Таллинский политехнический институт. С 1952 года Хенно Сеппман работал в Государственной проектном институте «Эстонпроект» (эст. Eesti Projekt) и занимался в 1950-е годы проектированием школ и жилых домов Нарвы и Таллина. В 1960-е и 1970-е годы руководил проектированием многих крупных сооружений.
Умер, находясь в командировке в Москве, от сердечного инфаркта. Похоронен на таллинском кладбище Метсакальмисту.

## Наиболее значительные работы
- Эстрада Певческого поля, имеющая единственную в своём роде конструкцию, является уникальным в мировом масштабе строением [2][3](1960, совместно с Аларом Котли; Государственная премия Эстонской ССР 1965 г.
- Ректорат и зал для торжественных заседаний главного здания Таллинского политехнического института (1962—1968; совместно с Уно Тёльпусом и Ольгой Кончаевой)
- Здание банка в Йыхви (1965)
- Велодром в Пирита (1968)
- Двенадцатиэтажный дом с водонапорной башней в Нарве — ул. Пушкина, 20 (1969)[4]
- гостиница «Виру» (1972; совместно с Мартом Портом; Государственная премия Эстонской ССР 1972
- Монументальный комплекс Марьямяэ в Таллине (1975; совместно с Алланом Мурдмаа и Вальве Пормейстер)
- Центр парусного спорта в Таллине для соревнований по парусному спорту на Летних Олимпийских Играх 1980 года (1980, руководитель проекта; Государственная премия СССР 1981)
- Дом профсоюзов в Таллине (1982) (снесён)
- Валютный магазин «Турист» в Таллине (1983, совместно с Пеэпом Янесом)

## Награды и премии
- 1965 — премия Советской Эстонии (за эстраду Певческого поля в Таллине)[5].
- 1973 — Заслуженный архитектор Эстонской ССР.

## Семья
Хенно Сепманн был женат на Валве Пормейстер (1922—2002), которая также была архитектором.

## Фотогалерея

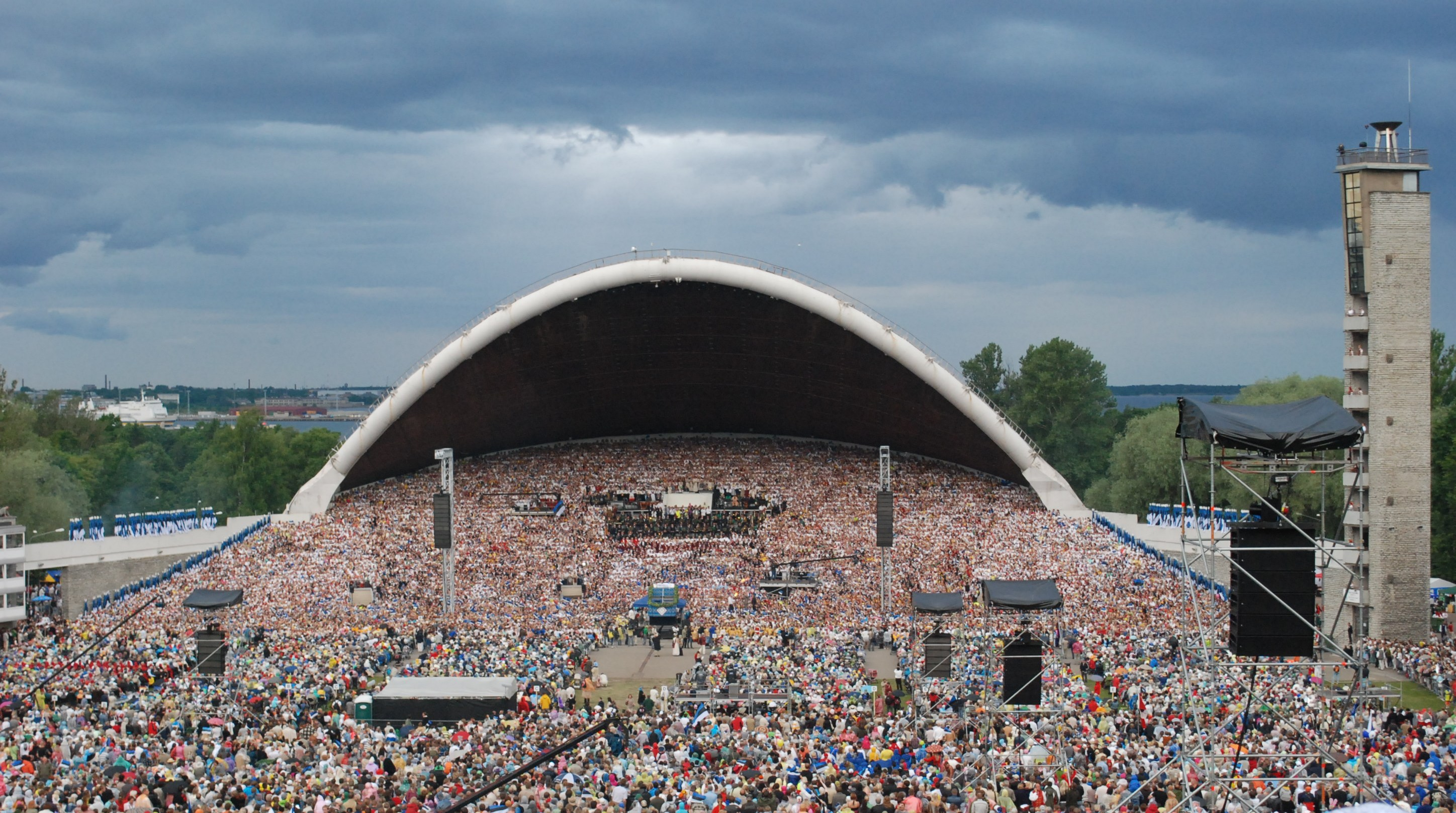
Эстрада таллинского Певческого поля
Двенадцатиэтажный дом. Нарва, ул. Пушкина, 20
Гостиница «Виру», Таллин